# نوک‌خاری غربی
نوک‌خاری غربی (نام علمی: Acanthiza inornata) نام یک گونه از سرده نوک‌خاری است.